# ダブプロレス
ダブプロレスは、広島県を中心に活動しているプロレス団体。「ダブ」は平和の象徴である「ハト」を意味する。

## 特徴
- 「プロレスと音楽の融合」を掲げてDJがプレイする音楽が流れる中で試合を行っている。
- リングの周りに椅子を置かないで至近距離で立ち見観戦できる。

## 歴史
- 2000年7月、504が中心になってレイパロマ、広島在住の自営業、会社員、高校教師などのプロレス愛好者が設立。
- 9月、club BoRDERでリングを使用しないバックヤードスタイルで興行を開催。
- 2005年12月25日、広島県立広島産業会館東館で旗揚げ戦を開催。
- 2013年3月11日、日本列島プロレス連盟の発足に参加[1]。
- 2014年6月28日、大阪に道場兼試合会場「ティグレジム」を開設。
- 2016年6月4日、ニコニコプロレスチャンネル主催「ローカルプロレス団体PVサミット」で優勝[2]。

## タイトルホルダー
| タイトル             | 保持者              | 歴代   |
| -------------------- | ------------------- | ------ |
| DOVE世界ヘビー級王座 | 谷口弘晃            | 第13代 |
| DOVEタッグ王座       | 谷嵜なおき 中津良太 | 第15代 |

## 所属選手
- グンソ
- レイパロマ
- "brother"YASSHI（KOBEメリケンプロレス兼任所属）
- 谷嵜なおき
- カブキキッド
- 岡田剛史（TKエスペランサ兼任所属）
- 内田祥一
- 近野剣心
- 伊東優作
- 青木魔太郎
- 木下亨平
- 開本貴洋

## 歴代所属選手
- ティグレ・オリエンタル
- 魁
- マイトガイアキラ
- フレッツ光
- 前田裕司
- AK
- HAYATA
- YO-HEY
- サウザー
- 安倍鷹大